# Bettong phương Bắc
Bettong phương Bắc (Danh pháp khoa học: Bettongia tropica) còn có tên tiếng Anh là Northern bettong, là một loài động vật có vú trong họ Potoroidae, bộ Hai răng cửa ở Úc. Loài này được Wakefield mô tả năm 1967. Chúng có phạm vi phân bố tại những khu rừng mưa ỏ phía Bắc Queensland thuộc nước Úc. Hiện chúng vẫn bị xếp vào nhóm động vật bị đe dọa tuyệt chủng, dù nước Úc đã có nhiều nỗ lực bảo tồn.

## Đặc điểm
Loài betong hay còn gọi là Kangaroo chuột loài vật nhỏ bé này sinh sống trong hang như chuột và nhảy nhót như loài kangaroo, đây là sự kết hợp của hai loài nhưng nó là một nhóm trong họ hàng nhà kangaroo được gọi là podogroi. Loài vật bản địa Úc này có cái đuôi dài rất mạnh mẽ dùng để mang nhánh cây về xây tổ. Loài vật này cũng được xem là rất kỳ lạ. Chúng là loài ăn đêm với chế độ ăn cỏ và mầm hạt.

## Tình trạng
Trước đây, loài betong sống ở phương bắc thuộc bang Queensland của Úc với số lượng khá lớn. Chúng sống từ trên rừng xuống tới thị trấn. Nhưng số lượng của chúng ngày càng giảm mạnh. Số lượng betong giảm là do sự tác động của con người đến môi trường. Tình trạng chặt phá cây rừng, nạn cháy rừng, đốn rừng làm nơi canh tác nông nghiệp đã ảnh hưởng đến loài betong vì có hơn 65% diện tích sinh sống của loài betong bị thu hẹp lại. Đỉnh điểm là chỉ còn khoảng 80 cá thể.
Hiện nay, ở Australia đã làm mọi cách để bảo tồn loài vật bé nhỏ này. Các chương trình nhân giống được thực hiện, các khu bảo tồn được mở ra để nhằm duy trì và phát triển số lượng của loài betong này. Nhiều nhóm nhà khoa thanh niên tình nguyện đã vào cuộc với mục đích là cùng nhau bảo vệ loài động vật quý hiếm đang có nguy cơ tuyệt chủng. Trước đây nó được xem là đã tuyệt chủng, đến khi các nhà khoa học tìm được một nhóm nhỏ trong rừng cách đây khoảng 20 năm. Hiện nay, những con betong phương Bắc này đã được bảo vệ và có cuộc sống tốt, không còn bị đe dọa nhiều.